# Linje 2 (Paris metro)
| Urban head station in tunnel |

| Urban tunnel stop on track |

| Urban tunnel station on track |

| Urban tunnel stop on track |

| Urban tunnel stop on track |

| Urban tunnel stop on track |

| Urban tunnel station on track |

| Urban tunnel stop on track |

| Urban tunnel station on track |

| Urban tunnel stop on track |

| Urban tunnel station on track |

| Urban tunnel stop on track |

| Unknown BSicon "utSTRe" |

| Urban station on track |

| Urban station on track |

| Urban station on track |

| Urban station on track |

| Unknown BSicon "utSTRa" |

| Urban tunnel stop on track |

| Urban tunnel station on track |

| Urban tunnel stop on track |

| Urban tunnel stop on track |

| Urban tunnel station on track |

| Urban tunnel stop on track |

| Urban tunnel stop on track |

| Urban tunnel stop on track |

| Urban end station in tunnel |

| Urban head station in tunnel |

| Urban tunnel stop on track |

| Urban tunnel station on track |

| Urban tunnel stop on track |

| Urban tunnel stop on track |

| Urban tunnel stop on track |

| Urban tunnel station on track |

| Urban tunnel stop on track |

| Urban tunnel station on track |

| Urban tunnel stop on track |

| Urban tunnel station on track |

| Urban tunnel stop on track |

| Unknown BSicon "utSTRe" |

| Urban station on track |

| Urban station on track |

| Urban station on track |

| Urban station on track |

| Unknown BSicon "utSTRa" |

| Urban tunnel stop on track |

| Urban tunnel station on track |

| Urban tunnel stop on track |

| Urban tunnel stop on track |

| Urban tunnel station on track |

| Urban tunnel stop on track |

| Urban tunnel stop on track |

| Urban tunnel stop on track |

| Urban end station in tunnel |

Paris metrolinje 2 i Paris tunnelbana är den näst äldsta linjen i tunnelbanenätet från år 1900 i Paris i Frankrike. Den öppnades samma år som linje 1 men senare under året. Den är en av 16 linjer som ingår i nätet. Linjen sammanbinder Porte Dauphine i västra Paris med knutpunkten Nation i öst. Med en längd av 12,4 km och 25 stationer går den från väst till öst, med en kortare sträcka utomhus byggd på viadukt, med bland andra stationerna Stalingrad och Jaures.

## Historia
- 1900: Linje 2 Nord öppnar mellan Porte Dauphine och Étoile.
- 1902: Linjen förlängs från Étoile till Anvers.
- 1903: Sträckan Anvers till Nation öppnar.
- 1907: Linje 2 Nord byter namn till linje 2.

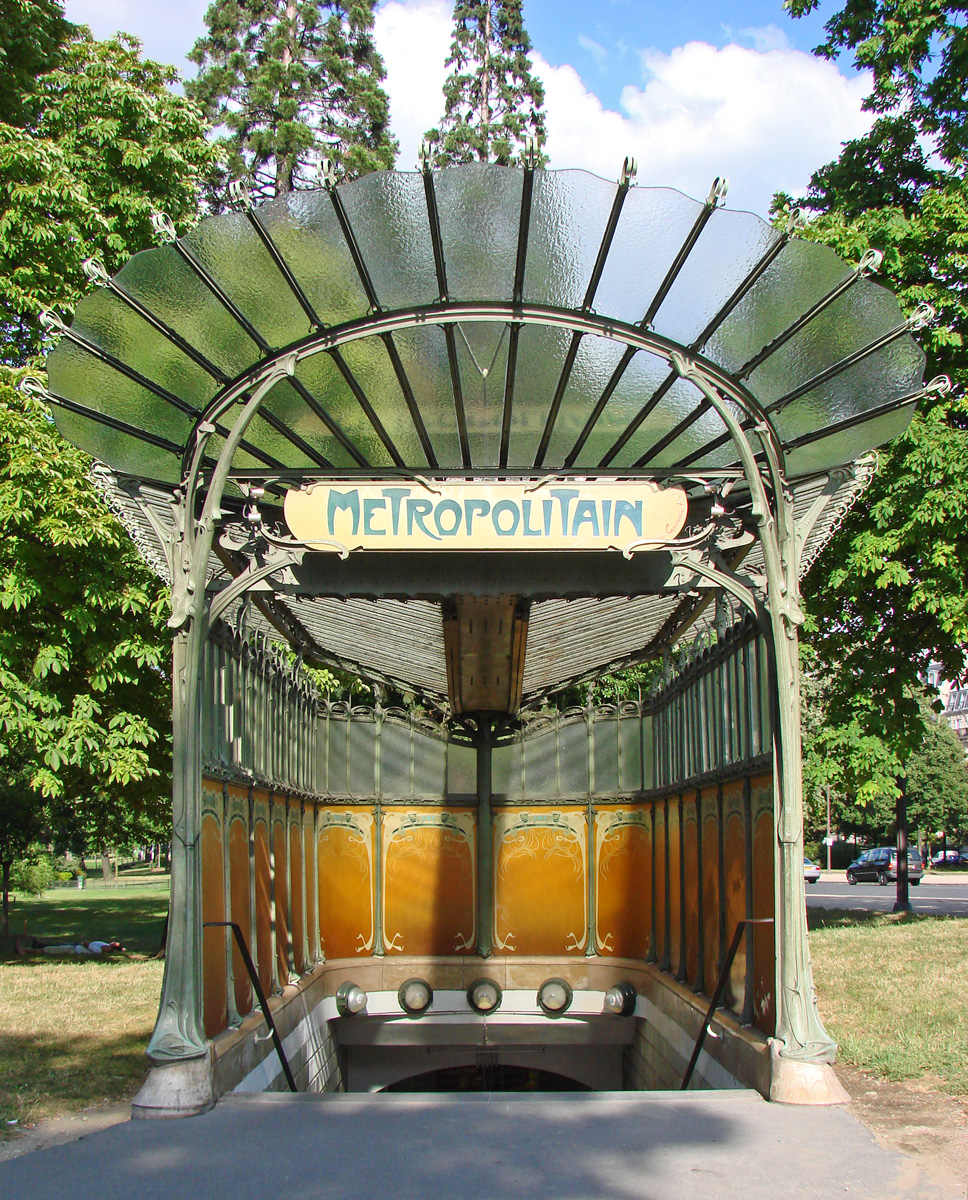
Porte Dauphine
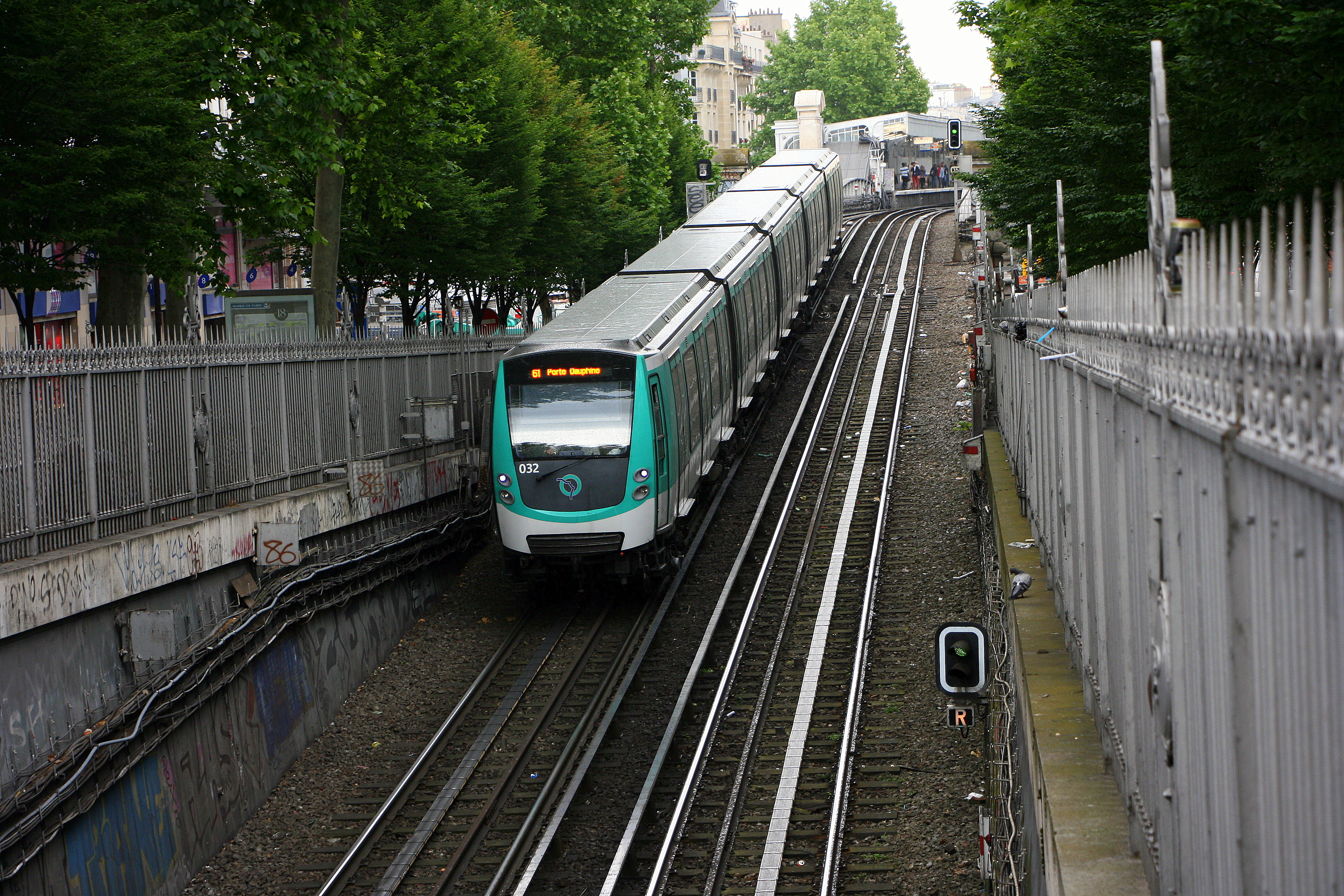
Barbès – Rochechouart
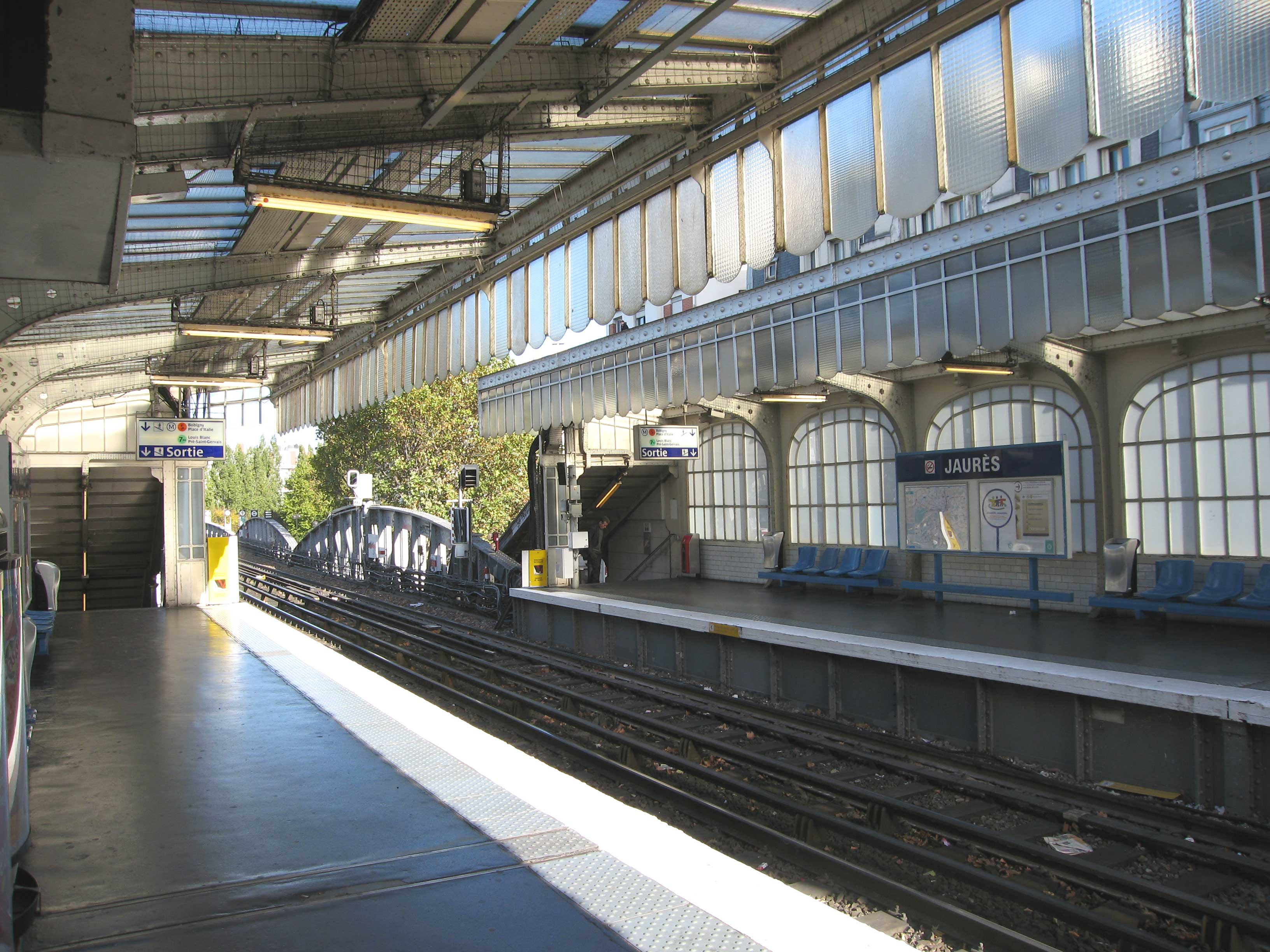
Jaures
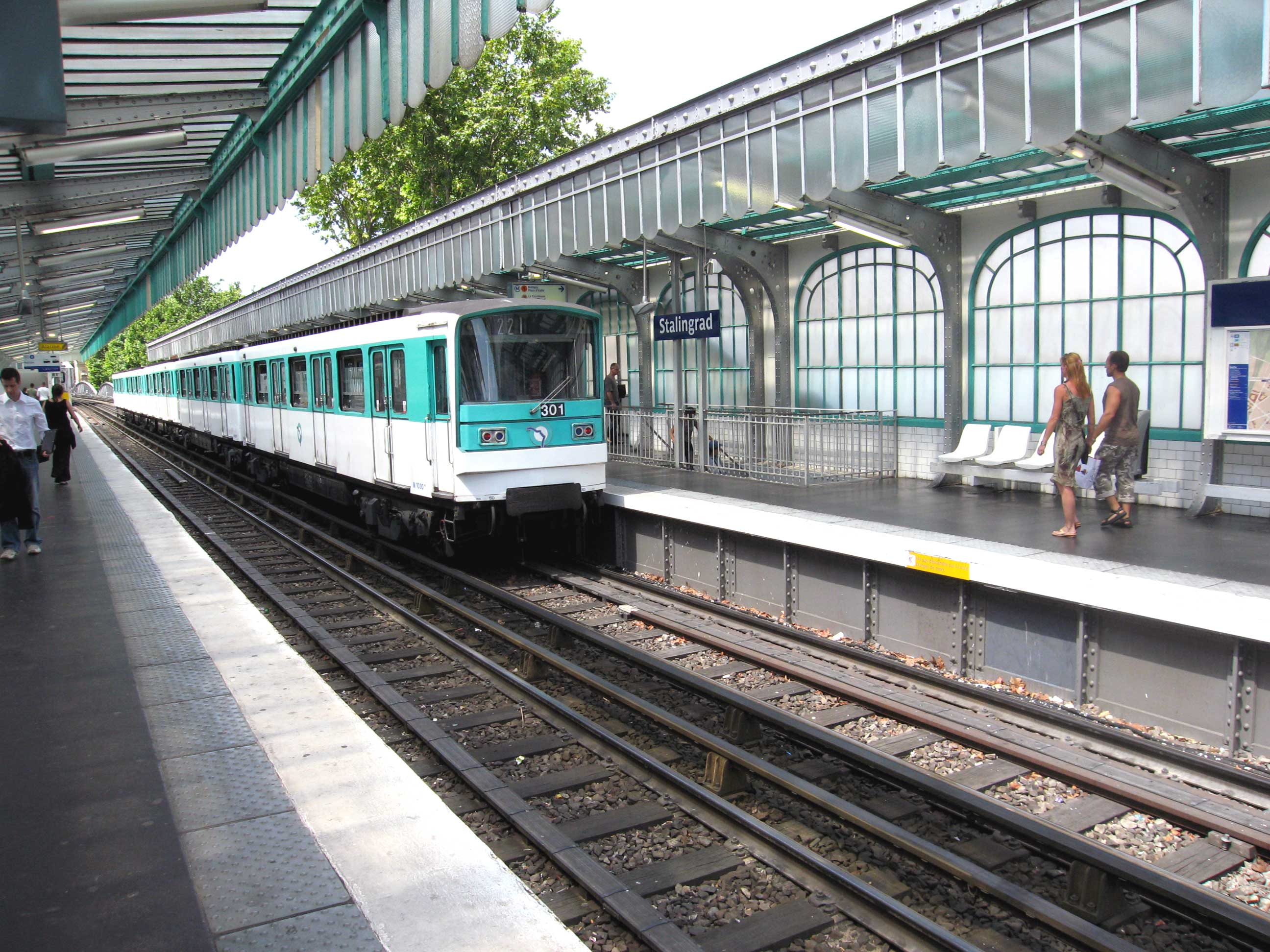
Stalingrad
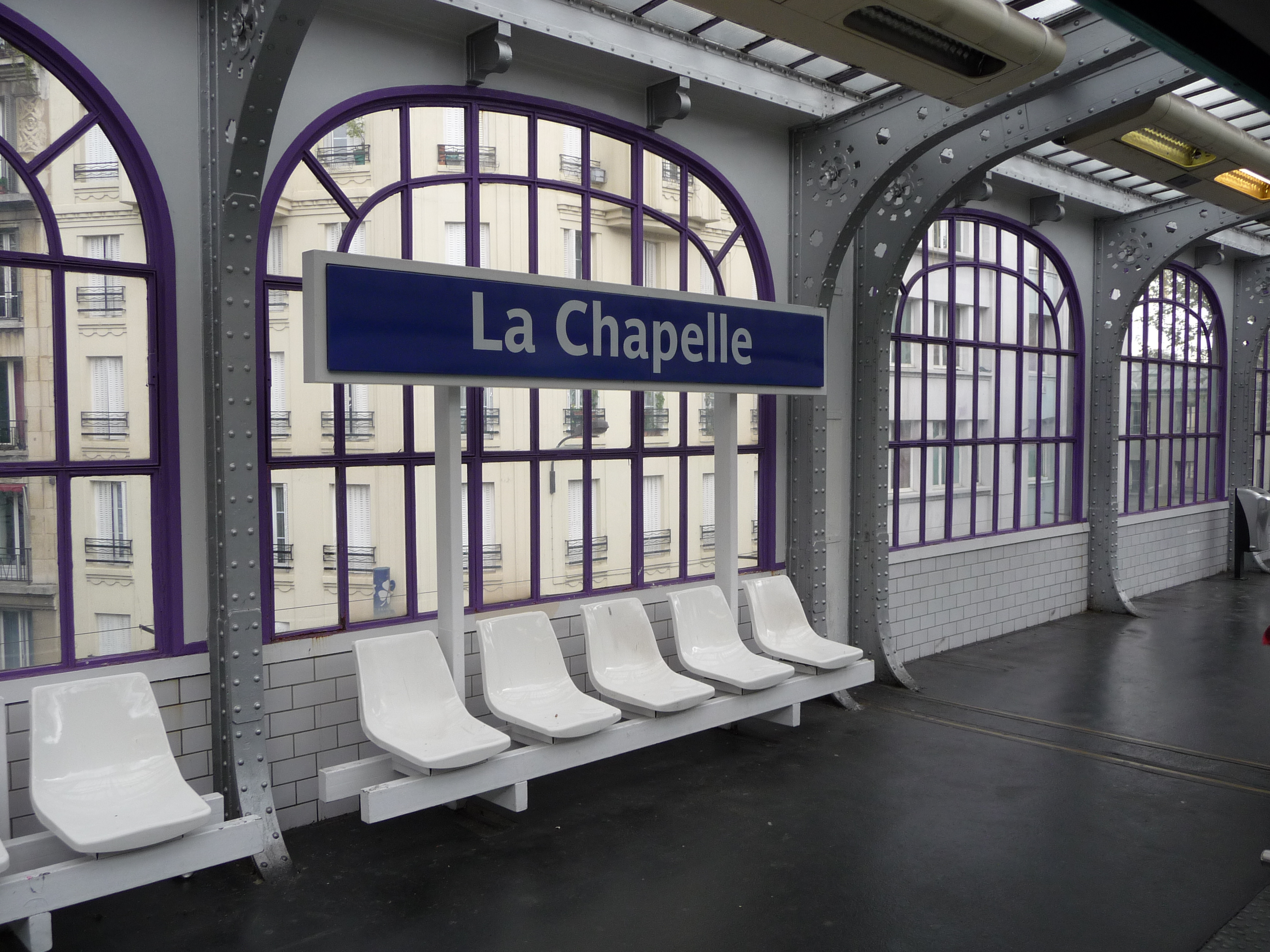
La Chapelle
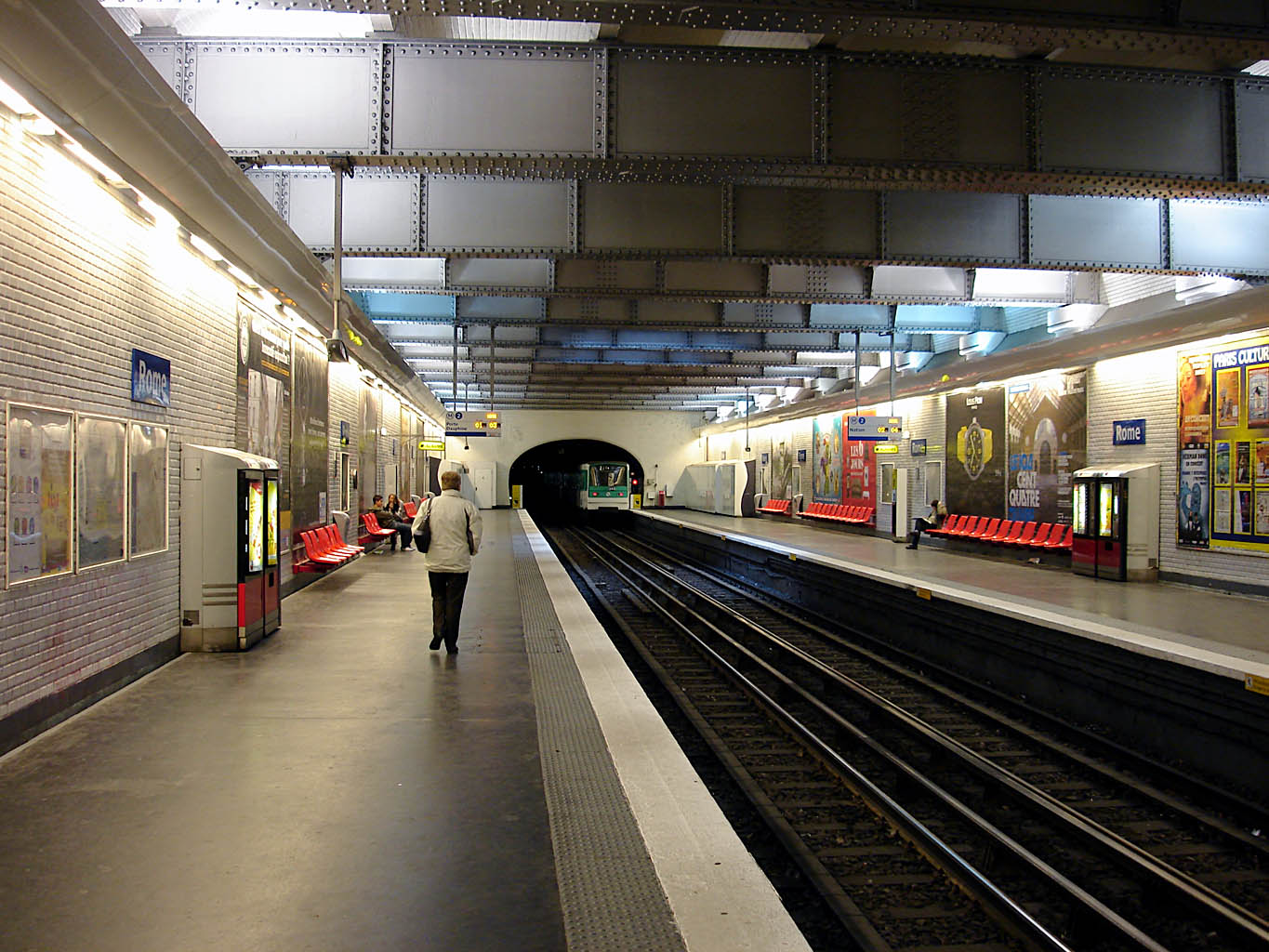
Rome
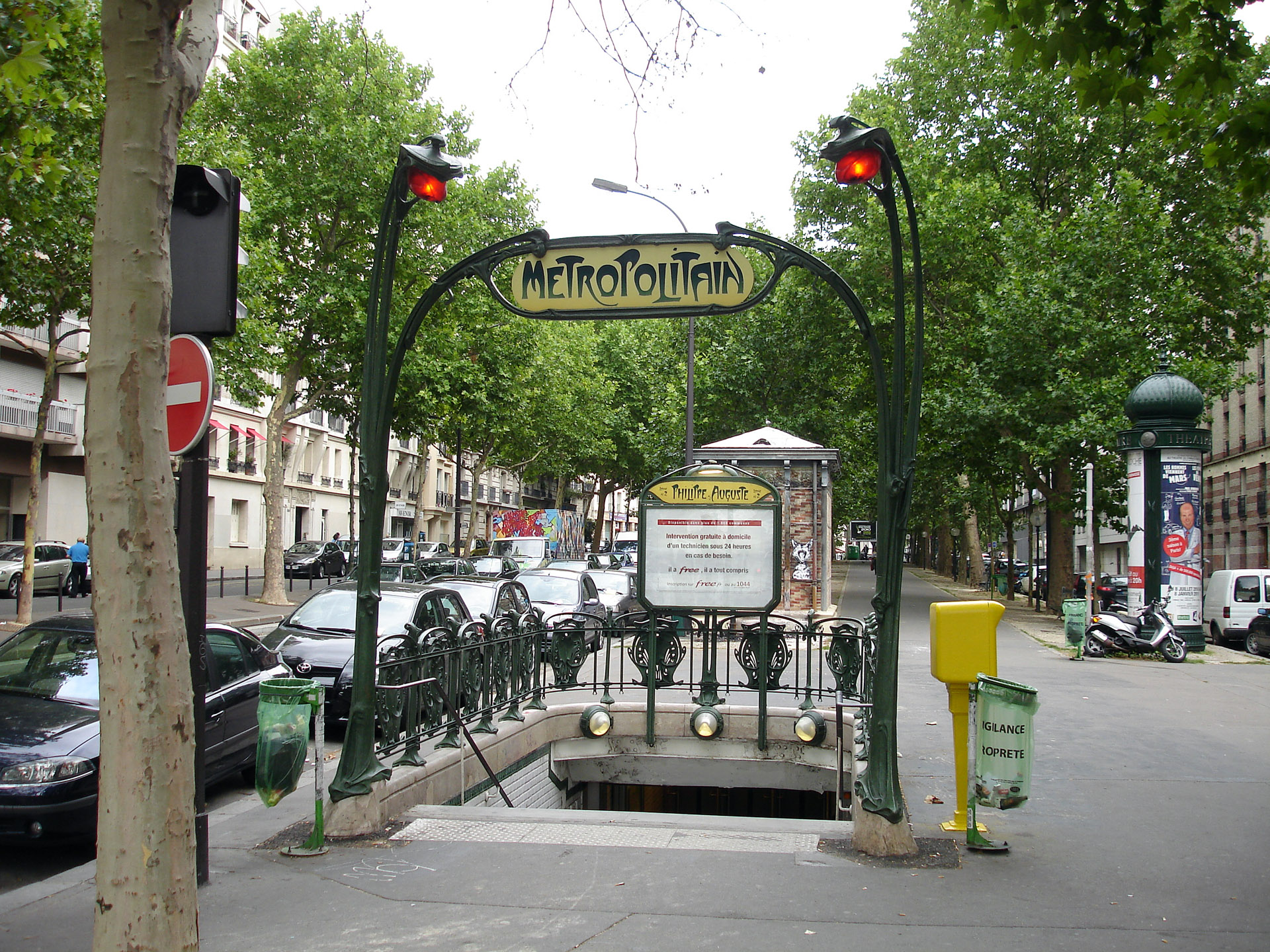
Philippe Auguste
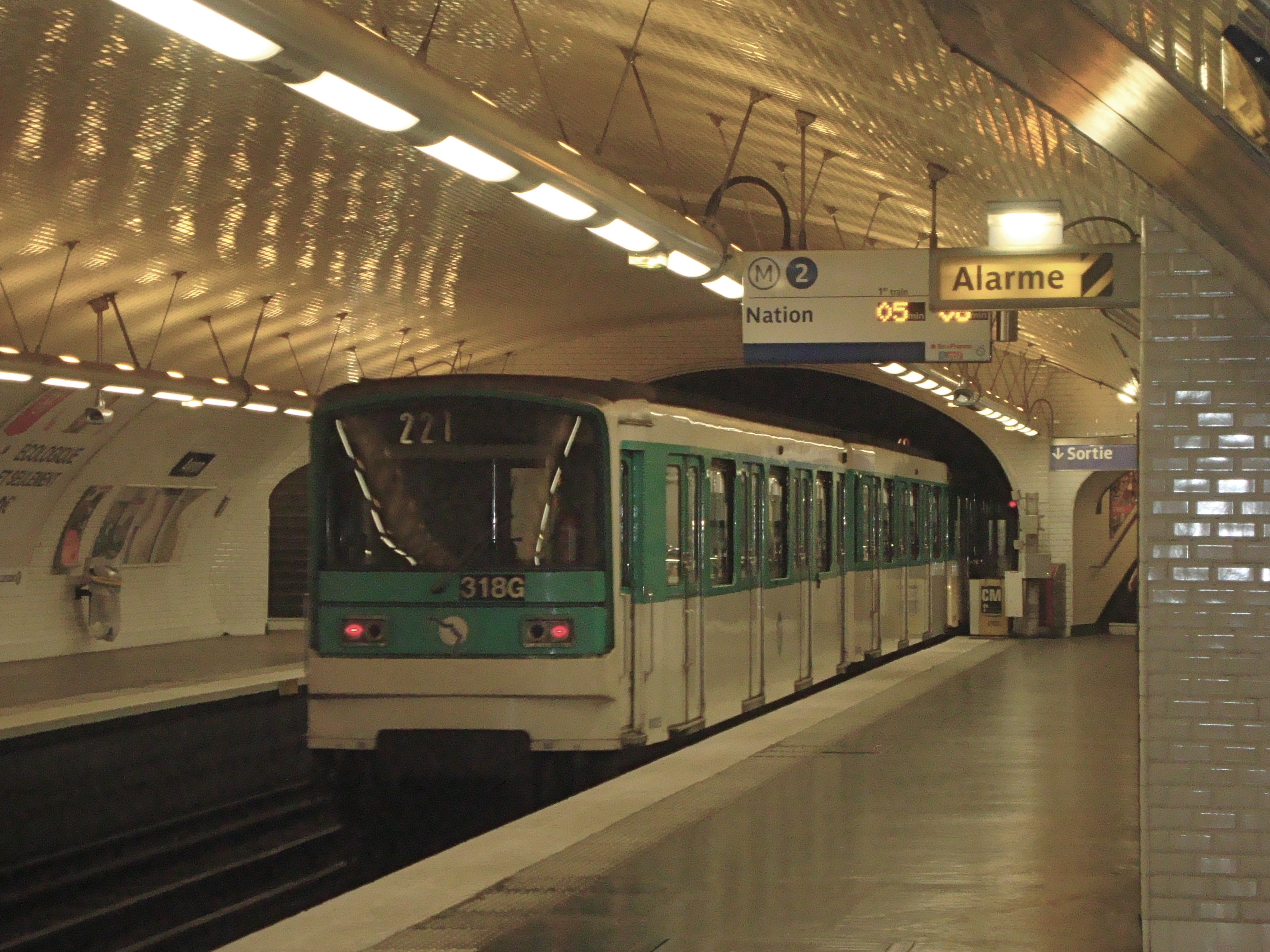
Avron